# Phacochoerus
Phacochoerus es un género de mamíferos artiodáctilos de la familia Suidae propio de África, cuyas especies se caracterizan por tener cabeza grande, cuerpo en forma de barril y la presencia de verrugas en la cara, lo que les ha valido su nombre de jabalí verrugoso.

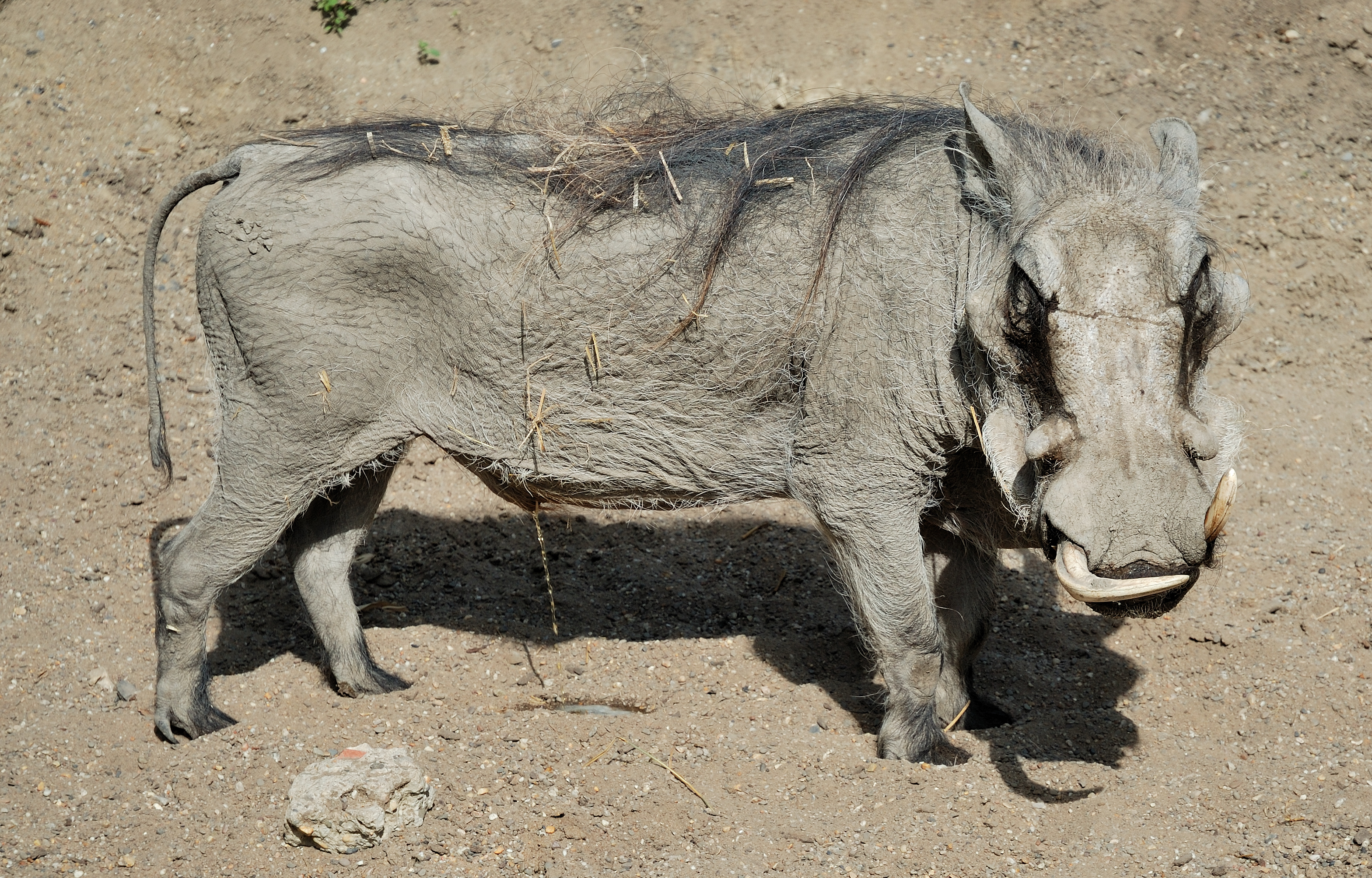
Phacochoerus africanus

## Distribución geográfica
Las especies Phacochoerus africanus y Phacochoerus aethiopicus habitan en África, al sur del Sáhara. Prefieren las sabanas áridas y húmedas, evitando desiertos, bosques y montañas. Al contrario que los demás suidos, Phacochoerus tolera bien la aridez y las temperaturas elevadas.

## Características y comportamiento

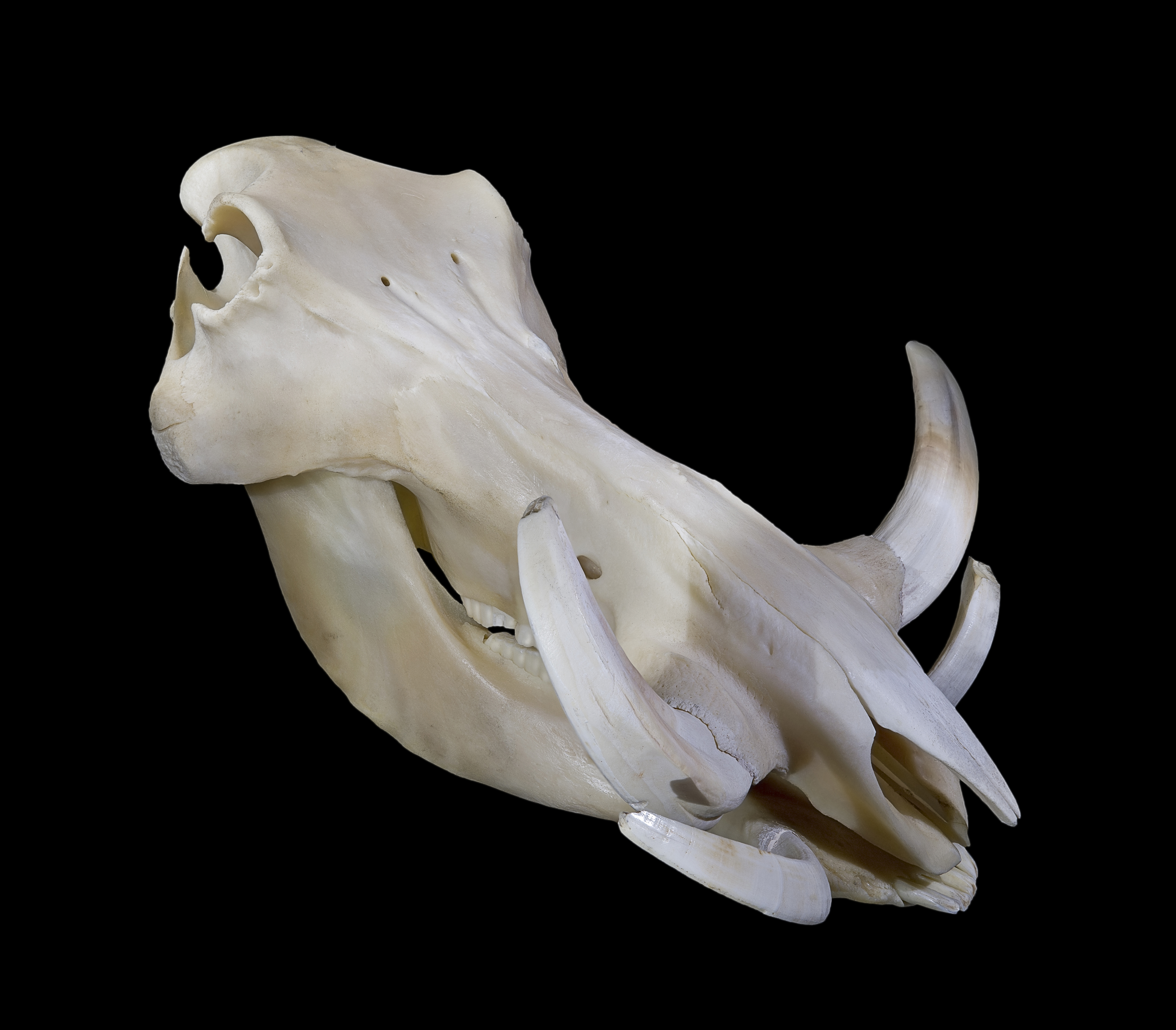
Cráneo

Los facóqueros poseen una cabeza grande con verrugas características, distribuidas a pares. Los ojos situados en lo alto de la cabeza sirven para vigilar a los posibles depredadores, como el león, el leopardo, el guepardo, el licaon, la hiena y el cocodrilo del Nilo . El hocico es largo, y está acompañado de dos pares de colmillos, que se usan para excavar y para defenderse. El cuerpo es grande y las patas cortas. A pesar de eso, es buen corredor. Posee una cola razonablemente larga, que mantiene en posición erecta mientras trota. Un facóquero adulto pesa entre 50 y 100 kg. La altura en la cruz está en torno a los 75 cm.
Los facóqueros se alimentan de pasto o de raíces, bulbos y tubérculos que excavan con el hocico, apoyados sobre sus miembros anteriores.
Los machos se disputan las hembras en combates violentos. La gestación de los facóqueros es de 175 días, con camadas usualmente de cuatro lechones, que son destetados a los dos meses. Las crías permanecen junto a la madre hasta el parto siguiente.
Como todos los cerdos, usa el barro para refrescarse y protegerse de parásitos e insectos. Viven en pequeños núcleos familiares compuestos por una hembra y sus crías. Los machos viven solos. A pesar de ser buenos cavadores, los facóqueros no construyen sus propias madrigueras: prefieren vivir en las que son abandonadas por otros animales, como el oricteropo.

## Especies
Se reconocen las siguientes:
- Phacochoerus africanus
- Phacochoerus aethiopicus